# Mount Armagost
Mount Armagost är ett berg i Antarktis. Det ligger i Östantarktis. Nya Zeeland gör anspråk på området. Toppen på Mount Armagost är 2 040 meter över havet.
Terrängen runt Mount Armagost är kuperad åt nordväst, men åt sydost är den platt. Trakten är obefolkad. Det finns inga samhällen i närheten.